# Sunshine (cocktail)
Il Sunshine è un cocktail a base di rum e brandy.

## Composizione
- 1 cucchiaino di Gum Syrup
- 1/4 di succo di limone (3/4 di oncia, 2 cl)
- 1/3 di brandy (1 oncia, 3 cl)
- 2/3 di Daiquiri rum (2 once, 6 cl)

## Preparazione
Shakerare con ghiaccio e servire in una coppetta da cocktail.